# Jinny (Wrestlerin)
Jinny Sandhú (* 28. September 1989 in Knightsbridge, England) ist eine ehemalige englische Wrestlerin. Sie stand zuletzt bei der WWE unter Vertrag und trat regelmäßig in deren Show NXT UK auf.

## Wrestling-Karriere

### Independent-Ligen (seit 2015)
Im Januar 2015 hatte sie ihr erstes Match bei Progress ENDVR: 8 und besiegte Pollyanna. Es folgten weitere Einzelmatches gegen Toni Storm, Leva Bates, Laura Di Matteo und Dakota Kai, diese Matches konnte sie bis auf zwei Niederlagen stets gewinnen. In ihrer Zeit bei Progress Wrestling gewann sie zwei Mal die Women’s Championship. Sie kämpfte bis zu ihrem Arrangement mit der WWE für diverse unabhängige Promotions, unter anderem für Pro Wrestling Chaos, South Coast Wrestling, Revolution Pro Wrestling und Westside Xtreme Wrestling.

### World Wrestling Entertainment (2018–2023)
Im Juni 2018 wurde bekannt gegeben, dass sie einen Vertrag bei der WWE unterschrieben hat. Im Juli nahm Jinny an der Mae Young Classic 2018 teil, wo sie in der ersten Runde von Toni Storm besiegt wurde. Kurz nach ihrer Teilnahme an der Mae Young Classic wurde Jinny zu NXT UK geschickt. Nach einer Reihe von Vignetten, die für ihr Debüt warben, gab Jinny ihr Fernsehdebüt in der Folge vom 7. November, in der sie Dakota Kai von hinten angriff, nachdem sie ein Match gegen Toni Storm verloren hatte. Sie nahm an einem Turnier teil, um die erste NXT UK Women’s Championesse zu krönen. Sie kam bis zum Halbfinale, musste dann allerdings erneut eine Niederlage gegen Toni Storm einstecken.
In der Folge von NXT UK vom 15. Mai 2019 unterbrach Jinny zusammen mit Jazzy Gabert ein Match zwischen Killer Kelly und Xia Brookside. Sie nahm hiernach an diversen Einzelmatches teil, welche sie zum Teil für sich entscheiden konnte. Am 14. Januar 2023 gab sie auf Twitter ihren Ruhestand bekannt.

## Titel und Auszeichnungen
- Pro Wrestling Chaos
  - Maiden Of Chaos Championship (1×)

- Progress Wrestling
  - Progress Women’s Championship (2×)

- Revolution Pro Wrestling
  - RevPro British Women’s Championship (1×)

- South Coast Wrestling
  - South Coast Queen Of The Ring Championship (1×)

- Pro Wrestling Illustrated
  - Nummer 45 der Top 100 Wrestlerinnen in der PWI 100 in 2019